# Società Idroelettrica Veneta
La Società Idroelettrica Veneta, chiamata comunemente con l'acronimo S.I.V., era una società idroelettrica che operava nel Veneto negli anni venti.

## Storia
Sotto il nome di questa società, l'ingegnere Carlo Semenza, con la consulenza del geologo Giorgio Dal Piaz, elaborò un progetto per la costruzione della diga del Vajont.
La società confluì in seguito nella Società Adriatica di Elettricità (SADE), fondata da Giuseppe Volpi, conte di Misurata, nel 1905.